# کلم استیفنسن
کلم استیفنسن (به انگلیسی: Clem Stephenson) بازیکن فوتبال زادهٔ ۶ فوریه ۱۸۹۰ اهل کشور انگلستان بود که سابقهٔ بازی در تیم ملی فوتبال انگلستان را در کارنامهٔ خود دارد. وی در تاریخ ۳ مارس ۱۹۲۴ تنها بازی ملی خود را در مقابل تیم ملی فوتبال ولز انجام داد.